# 川崎哲
川崎 哲（かわさき あきら、1968年 - ）は、日本の社会活動家。ピースボート共同代表。核兵器廃絶国際キャンペーン (ICAN) 国際運営委員。様々な社会の現状を伝えるため、数々の本を手掛けている。

## 人物
東京都出身。1987年私立武蔵高等学校卒業後、1993年東京大学法学部を卒業。障害者介助の傍ら市民グループで平和活動や外国人労働者・ホームレスの人権活動に従事。2003年、NGOピースボートのスタッフとなり、現在は共同代表を務める。
2008年5月の「9条世界会議」で事務局長。同年から「ヒバクシャ地球一周 証言の航海」プロジェクトを実施、この活動がきっかけでICANに参加。2009年-2010年、「核不拡散・核軍縮に関する国際委員会」で非政府組織 (NGO) アドバイザーを務めた。
恵泉女学園大学非常勤講師。日本平和学会会員、日本軍縮学会会員・編集委員。
日本による対韓輸出優遇撤廃に反対する、＜声明＞「韓国は「敵」なのか」呼びかけ人の1人。

## 著作

### 単著
- 『核拡散 軍縮の風は起こせるか』岩波新書、岩波書店、2003年11月20日、ISBN 9784004308614
- 『核兵器を禁止する』岩波ブックレットNo.906、岩波書店、2014年8月6日、ISBN 9784002709062
- 『新版 核兵器を禁止する 条約が世界を変える』岩波ブックレットNo.978、岩波書店、2018年2月15日、ISBN 9784002709789

### 共編著
- 平和をつくる17人 著、田中優・小林一朗・川崎哲 編『戦争をしなくてすむ世界をつくる30の方法』合同出版、2003年
- 星川淳・川崎哲 文、成瀬政博 絵『イマジン9 想像してごらん、戦争のない世界を。』合同出版、2007年
- 大量破壊兵器委員会 著、西原正 日本語版監修、川崎哲・森下麻衣子・メレディス・ジョイス 訳『大量破壊兵器 廃絶のための60の提言』岩波書店、2007年
- 川崎哲・畠山澄子 著、新名昭彦 漫画『マンガ入門殺人ロボットがやってくる!? 軍事ドローンからロボット兵器まで』合同出版、2018年